# Daman (Makwanpur)
Daman – gaun wikas samiti w środkowej części Nepalu w strefie Narajani w dystrykcie Makwanpur. Według nepalskiego spisu powszechnego z 2001 roku liczył on 1611 gospodarstw domowych i 8360 mieszkańców (4133 kobiet i 4227 mężczyzn).